# Franc Rode
Franc Rode, slovenski rimskokatoliški duhovnik, lazarist, * 23. september 1934, Rodica oz. Ljubljana.
Je nekdanji ljubljanski nadškof in metropolit, kardinal ter upokojeni prefekt (emeritus) Kongregacije za redovne in podobne družbe.

## Življenje

### Otroštvo in šolanje
Njegov stric (po mamini strani) je bil duhovnik in jezikoslovec Anton Breznik. Po koncu druge svetovne vojne je kot otrok z mnogimi Slovenci odšel v Argentino. Študiral je v Buenos Airesu, kjer je vstopil k lazaristom. Po devetletnem študiju filozofije je odšel na študij v Rim, kjer je študiral teologijo. V duhovnika je bil posvečen 29. junija 1960 v Parizu, kjer je leta 1963 promoviral za doktorja teologije. Njegova disertacija nosi naslov Le miracle dans la controverse modérniste, obravnava pa modernistično gibanje v Cerkvi.

### Vrnitev v Slovenijo
Leta 1965 se je vrnil v domovino in delal dve leti na pastoralnem področju. Leta 1968 je postal honorarni predavatelj veroslovja in misiologije na Teološki fakulteti v Ljubljani. Pozneje je prevzel še predavanja iz modernega ateizma. Leta 1971 je napredoval v docenta in začel predavati osnovno bogoslovje ter leta 1976 postal izredni profesor. Kot strokovnjak je bil leta 1973 imenovan za konsultatorja Tajništva za neverne v Rimu. Od leta 1977 je bil član podobnega tajništva pri Jugoslovanski škofovski konferenci. Bil je tudi provincial slovenskih lazaristov, urednik revije Znamenje in Bogoslovnega vestnika. Mohorjeva družba je leta 1978 izdala njegovo knjigo Živa verstva, v Tinjah na Koroškem pa je izšel njegov Uvod v moderni ateizem. Veliko je deloval na teoloških tečajih za laike in predavanjih za študente.
Njegov nečak je Tone Rode – pesnik, prevajalec in nekdanji direktor verskega tednika Družina.

## Visoke cerkvene funkcije
Leta 1997 je na položaju ljubljanskega nadškofa in metropolita zamenjal Alojzija Šuštarja. Za škofovsko geslo si je izbral Trubarjev rek »Stati in obstati«. Na tem položaju je ostal do leta 2004, ko ga je nasledil Alojz Uran. 11. februarja 2004 ga je papež Janez Pavel II. imenoval za prefekta Kongregacije za redovne in podobne družbe. Ta kongregacija je bila ustanova Rimske kurije, pristojna za vse zadeve v zvezi z redovnimi in podobnimi družbami, glede njihovega upravljanja, discipline, študija itd. 24. marca 2006 ga je papež Benedikt XVI. na konzistoriju povišal v kardinala, s polnim naslovom kardinal diakon cerkve San Francesco Saverio alla Garbatella (cerkev Frančiška Ksaverija je v predmestju Rima). Službo prefekta kongregacije je odložil leta 2011, ob upokojitvi. 20. junija 2016 je na konzistoriju prejel naziv kardinal duhovnik, pri čemer je ohranil naslovno cerkev v Garbatelli, na obrobju Rima. Predsednik RS Borut Pahor mu je podelil odlikovanje Zlati red Republike Slovenije za zasluge.

## Stališča
Vera in slovenska družba
Rode izraža skrb glede sekularizacije in upadanja vloge katoliške vere v slovenski družbi. V slovenski družbi prepoznava trdovratno sovraštvo do Cerkve in vernikov, ki ga povezuje z zapuščino komunizma in nekaterimi mediji.
Sekularizem
Rode izraža osebno prepričanje, da bi morala biti zakonodaja skladna s katoliško etiko oziroma moralo, cerkvenim naukom in naravnim pravom (vključno na področju družine in spolnosti).
Verouk v šolah
Rode se kontinuirano zavzema za uvedbo verske izobrazbe v šolski pouk. Prepoved izvajanja verouka v slovenskih šolah je označil za žalostni unikat v Evropi, Slovenijo pa za ateistični otok, ki oži intelektualna obzorja slovenske mladine in jo vodi v ateizem, ko vero predstavlja kot nekaj, kar je preseženo, nekoristno in celo škodljivo za človeka. Preprečevanje uvedbe verouka v slovenske šole pripisuje nastrojenosti do vere in Cerkve in vplivnim silam kontinuitete, ki nadaljujejo staro komunistično prakso.
Pedofilija v Cerkvi
Rode je problematiziranje pedofilije v RKC označil za gonjo, ki naj bi predstavljala sovražen napad na RKC z namenom diskreditacije moralne avtoritete RKC in njenega gospodarskega uničenja. Rode je pedofilijo v RKC označil za statistično nepomemben problem, saj naj bi imelo takšne avanture največ 1–2 % duhovnikov, medtem ko se v medijih to predstavlja kot vseprisoten in permanenten pojav v Katoliški cerkvi.
Papež Frančišek
Rode je papeža Frančiška označil za zaznamovanega z okoljem, iz katerega prihaja, saj da so v Južni Ameriki socialne razlike in debate o teh stalnica, a da ljudje veliko govorijo in rešijo malo problemov. Frančiškova stališča o kapitalizmu in socialni pravičnosti je označil za ideološko precej leva.

## Afera Goričane
T.i. »Afera Goričane« se nanaša na najem (in obnovo) nekdanjega nadškofijskega dvorca Goričane, ki sta bila izvedena v času, ko je bil Franc Rode ljubljanski nadškof. Dvorec si je Rode izbral za svoje prebivališče po upokojitvi, razkošno prenovo pa bi opravila Papirnica Goričane. Rode je leta 2004 podpisal najemno pogodbo, najem pa bi se podaljševal sorazmerno z višino investicijskih vlaganj. Po Rodetovem imenovanju za kardinala ter odhodu v Vatikan, se je temu odločno uprl nadškof Anton Stres, ki je moral reševati posledice spornih odločitev svojega predhodnika. Leta 2014 je nadškofija vložila tožbo zoper direktorja papirnice. Nadškof Andrej Glavan, apostolski administrator nadškofije po odstopu Antona Stresa, je izrazil dvome o smiselnosti obnove dvorca in da je bil osebno proti angažiranju nadškofije v projektu. V sodbi Višjega sodišča v Ljubljani je bil zaključek najemnega razmerja pravnomočno določen do 12. oktobra 2025.
Kardinal Rode je bil deležen kritik v medijih, afera pa je razkrila šibko transparentnost cerkvenega upravljanja premoženja in tudi sprožila razprave o odgovornosti Cerkve do vernikov.

## Dela
- Vse je dar: spomini (avtobiografija) (2022).
- Cerkev pred izzivom stoletij (2015) (COBISS)
- Radost in lepota vere (2014)
- Stati inu obstati (2001) (COBISS)